# Маріо Давід
Маріо Давід (італ. Mario David; 3 січня 1934, Градо — 26 липня 2005, Монфальконе) — колишній італійський футболіст, захисник. По завершенні ігрової кар'єри — футбольний тренер.
Як гравець насамперед відомий виступами за клуб «Мілан», а також національну збірну Італії.
Чемпіон Італії. Володар Кубка чемпіонів УЄФА.

## Клубна кар'єра
Вихованець футбольної школи клубу «Про Червіньяно».
У дорослому футболі дебютував 1950 року виступами за команду клубу «Ліворно», в якій провів три сезони, взявши участь у 26 матчах чемпіонату.
Згодом з 1953 по 1960 рік грав у складі команд клубів «Ланероссі» та «Рома».
Своєю грою за останню команду привернув увагу представників тренерського штабу клубу «Мілан», до складу якого приєднався 1960 року. Відіграв за «россонері» наступні п'ять сезонів своєї ігрової кар'єри. Більшість часу, проведеного у складі «Мілана», був основним гравцем захисту команди. За цей час виборов титул чемпіона Італії, ставав володарем Кубка чемпіонів УЄФА.
Протягом 1965—1966 років захищав кольори команди клубу «Сампдорія».
Завершив професійну ігрову кар'єру у клубі «Алессандрія», за команду якого виступав протягом 1966—1967 років.

## Виступи за збірну
1958 року дебютував в офіційних матчах у складі національної збірної Італії. Протягом кар'єри у національній команді, яка тривала 5 років, провів у формі головної команди країни лише 3 матчі. У складі збірної був учасником чемпіонату світу 1962 року у Чилі.

## Кар'єра тренера
Розпочав тренерську кар'єру невдовзі по завершенні кар'єри гравця, 1970 року, очоливши тренерський штаб клубу «Анконітана».
Згодом очолював команди клубів «Алессандрія», «Казертана» та «Монца».
Останнім місцем тренерської роботи був клуб «Тренто», команду якого Маріо Давід очолював як головний тренер до 1979 року.

## Титули і досягнення
- Чемпіон Італії (1):

«Мілан»: 1961–62
- Володар Кубка європейських чемпіонів (1):

«Мілан»: 1962–63